# Néo Agrídi
Néo Agrídi är en ort i Grekland.   Den ligger i prefekturen Nomós Aitolías kai Akarnanías och regionen Västra Grekland, i den centrala delen av landet, 240 km nordväst om huvudstaden Aten. Néo Agrídi ligger 334 meter över havet och antalet invånare är 160.
Terrängen runt Néo Agrídi är kuperad västerut, men österut är den bergig. Néo Agrídi ligger nere i en dal. Runt Néo Agrídi är det glesbefolkat, med 10 invånare per kvadratkilometer. Närmaste större samhälle är Kompóti, 18,4 km väster om Néo Agrídi. == Kommentarer ==
1. ↑  Framräknat ur variansen i alla höjduppgifter (DEM 3") från Viewfinder Panoramas, inom 10 km radie.[2] Mer om algoritmen finns här: Användare:Lsjbot/Algoritmer.